# 977年
| 千纪： | 1千纪 |
| 世纪： | 9世纪 \| 10世纪 \| 11世纪 |
| 年代： | 940年代 \| 950年代 \| 960年代 \| 970年代 \| 980年代 \| 990年代 \| 1000年代                                                                   |
| 年份： | 972年 \| 973年 \| 974年 \| 975年 \| 976年 \| 977年 \| 978年 \| 979年 \| 980年 \| 981年 \| 982年                                              |
| 纪年： | 丁丑年（牛年）；于阗天尊十一年；辽保寧九年；北汉广运四年；北宋（吴越）太平兴国二年；大理明政九年；越南太平八年；定安國元興二年；日本貞元二年 |

## 大事记
- 宋朝在鎮州、易州、雄州、霸州及滄州等五州設置榷場，與遼進行貿易。
- 奧托二世因洛林與法國國王洛泰爾一世發生戰爭。

## 出生
- 為尊親王，日本贵族
- 藤原定子，日本一条天皇的皇后
- 王曾，宋朝宰相
- 赵惟叙，秦王赵德芳长子
- 趙元偓，宋太宗第六子

## 逝世
- 奥列格·斯维亚托斯拉维奇 (德列夫利安)，古罗斯王公
- 安拿比王，苏格兰国王
- 尉迟输罗，于阗国王
- 元德皇后李氏，宋真宗之母
- 李继勋，宋朝将领
- 王继勋，五代末、北宋初将领
- 源滿仲，日本贵族
- 藤原兼通，日本贵族